# Gilboa
Gilboa (en hebreo: הר הגלבוע Har haGilboa) es un monte y una cadena montañosa que domina el Valle de Jezreel al norte de Israel.
En la Biblia, el rey Saúl, primer rey de Israel, dirigió una carga contra los filisteos en el monte Gilboa.
La formación se extiende desde el sureste hasta el noroeste, bordeando las tierras altas de la ribera Occidental y el valle de Beit She'an. La Línea Verde entre Israel y la ribera Occidental se extiende al sur y al oeste de la cordillera.